# 德帕蒂·阿米尔机场
德帕蒂·阿米尔机场也叫邦加槟港机场，是印度尼西亚邦加-勿里洞省首府及最大城市邦加槟港的一座机场。机场距离市中心5公里，是邦加-勿里洞省内两座主要机场之一，另一机场是勿里洞岛丹戎潘丹的H.A.S.哈南柔丁国际机场。

## 扩建
在多次工程延期后，机场的新航站楼于2017年1月11日开始使用。建设总投资约3,000亿印尼盾，新航站楼每年可运送旅客量为150万人次，较老航站楼增加35万。航站楼面积12,000平方米，总占地面积152公顷，不过目前仅服务于国内航班，机场改扩建工程还包括新建更大的停机坪和停车场。新航站楼依现代化风格设计，配置有餐饮区、行政休息室、互联网、残疾人厕所、以及哺乳室。其他设施包括12个值机柜台、3个登机口和2座廊桥。新的停车场现在可容纳300辆汽车和120辆摩托车。

## 航空公司和目的地
| 航空公司                      | 目的地            |
| ----------------------------- | ----------------- |
| 连城航空                      | 雅加达-苏哈       |
| 加鲁达印尼航空                | 雅加达-苏哈       |
| 加鲁达印尼航空 由探索航空运营 | 巨港、丹戎潘丹    |
| 印尼狮子航空                  | 雅加达-苏哈、巨港 |
| 楠航空                        | 巨港、丹戎潘丹    |
| 三佛齐航空                    | 雅加达-苏哈、巨港 |
| 苏西航空                      | 新及岛            |
| 飞翼航空                      | 巴淡、丹戎潘丹    |

## 资料来源
1. ↑  Airport information for WIPK （页面存档备份，存于） from 数字航空飞行信息文件（英语：DAFIF） (effective October 2006)
2. ↑  在大圆制图人（Great Circle Mapper）上的PGK / WIPK机场信息 （来源：数字航空飞行信息文件（英语：DAFIF））.
3. 在大圆制图人（Great Circle Mapper）上的WIKK机场信息
4. ↑  .   [2017-11-10]. （原始内容存档于2018-10-29）.